# Џедај
Џедаји су чувари мира у древној монашкој, академској, меритократској и паравојној организацији из света Звезданих ратова. Познати су по коришћењу Силе, којом манипулишу предметима око себе, те по својим светлосним мачевима. Чланови реда џедаја борили су се за мир и правду у Галактичкој Републици већ око 25.000 година пре битке код Јавина, често против Сита, својих заклетих непријатеља. Многи џедаји су главни ликови филмова и додатних дела на тему Звезданих ратова: Оби-Ван Кеноби, Квај-Гон Џин, Јода, Мејс Винду, Анакин Скајвокер, Лук Скајвокер.